# Боголюбский, Сильвестр Иванович
Сильвестр Иванович Боголюбский (31 мая 1911 — 10 января 1994) — советский учёный в области сельскохозяйственных наук, преподаватель высшей школы. Доктор сельскохозяйственных наук, профессор. Заслуженный деятель науки РСФСР, лауреат Премии Совета Министров СССР. Участник Великой Отечественной войны.
Первым в СССР разработал методику анализа селекционных материалов учёта на ЭВМ, создал усовершенствованную систему оценки птицы по компонентам яйценоскости, флуоресценции яиц. Его научные исследования стали основой первого учебника для вузов «Селекция сельскохозяйственной птицы».

## Биография
Сильвестр Иванович Боголюбский родился в 1911 году в семье сельского священника.
В 1938 году окончил Ленинградский сельскохозяйственный институт.
Когда началась Великая Отечественная война, как доброволец ушёл на фронт. Участвовал в боевых действиях на Ленинградском фронте. Служил в должности техника-лейтенанта. В 1944 году его тяжело ранили. После лечения в госпитале, вернулся в полк. Участвовал в боях по прорыву блокады Ленинграда. Когда война закончилась, вернулся к научной и педагогической деятельности.
В 1948 году начал работать в Пушкинской научно-исследовательской лаборатории разведения сельскохозяйственных животных в Ленинграде. Преподавал в Ленинградском государственном университете имени А. С. Пушкина. С 1965 по 1977 год возглавлял кафедру птицеводства и мелкого животноводства ЛСХИ, а в 1977 году стал профессором кафедры.
Сильвестр Иванович Боголюбский умер 10 января 1994 года.

## Публикации
Автор 154 научных трудов.

### Основные работы
- «Об истоках русской зоотехнической науки» (1951);
- «Опыт промышленного скрещивания кур» (1956);
- «Мясная продуктивность помесной птицы» (1958);
- «80000 голов птиц на чердаках» (1959);
- «Памятка птицевода: в помощь рабочему, обслуживающему кур» (1960);
- «Справочник птицевода» (1965);
- «Совершенствование методов племенной работы с курами яйценоского типа» (1966);
- «Компоненты яйценоскости и их практическое использование» (1980);
- «Селекция сельскохозяйственной птицы» (1991).

## Награды
- Орден Красной Звезды;
- Орден Отечественной войны I степени;
- Орден «Знак почёта»;
- Медаль «За оборону Ленинграда»;
- Золотая медаль ВДНХ.